# Оксид серебра(I,III)
Окси́д серебра́(I,III) (окси́д серебра́(III)-серебра́(I), моноокси́д серебра́, диоксид дисеребра) — Ag+Ag3+O2 или Ag2O2, неорганическое бинарное соединение кислорода и серебра, проявляющего смешанную валентность позиционного типа: +1 и +3. Часто соединению ошибочно приписывают формулу AgO, однако она не отражает истинный характер связи в веществе. Другой ошибкой является встречающееся название пероксид серебра — связь O—O в этом соединении отсутствует.
Используется для изготовления серебряно-цинковых щелочных источников тока и в качестве окислителя в органическом синтезе.

## Физические свойства
Тёмно-серое или чёрное кристаллическое вещество, нерастворимое в воде. Образует кристаллы моноклинной сингонии, пространственная группа P21/c, параметры ячейки a = 0,58517(3) нм, b = 0,34674(2) нм, c = 0,54838(3) нм, β = 107,663(3)°, Z = 2. Полупроводник. Обладает диамагнитными свойствами; магнитная восприимчивость −19,6×10−6 см³/моль. Имеет две фазы: α-Ag2O2 и β-Ag2O2.

## Получение и химические свойства
Получают из серебра или оксида серебра(I) действием сильного окислителя: пероксодисульфата калия или озона; из серебра анодным окислением в разбавленной серной кислоте.
Сильный окислитель. При нагревании (~100 °C) разлагается с выделением кислорода. В присутствии неорганических кислот способен воспламенять гексан, диэтиловый эфир и другие легковоспламеняемые органические соединения.
Будучи сильными окислителями соли серебра(II) выделяют кислород из воды и растворов кислородсодержащих кислот:
{\displaystyle {\ce {4Ag^2+ + 2H_2O -> 4Ag^1+ + O_2 + 4H^+}}}
Растворяется в щелочах, а также азотной и хлорной кислотах:
{\displaystyle {\mathsf {2Ag_{2}O_{2}+4HNO_{3}=4AgNO_{3}+2H_{2}O+O_{2}}}}
Стабилизация серебра(П) может быть достигнута в комплексных соединениях с азотдонорными лигандами: пиридином, 2,2'-бипиридилом и 1,10-фе- нантролином (phen), образующихся в виде коричневых осадков при окислении нитрата серебра персульфатом в присутствии избытка лиганда:
{\displaystyle {\ce {2AgNO_3 + 3(NH_4)_2S_2O_8 + 4phen -> 2[Ag(phen)_2]S_2O_8 v + 2(NH_4)_2SO_4 + 2NH_4NO_3}}}

## Применение
Используется как окислитель в серебряно-цинковом аккумуляторе.